# Język kurdyjski
Język kurdyjski (kurdyjski: كوردی Kurdî) – język należący do rodziny języków indoeuropejskich. Językiem tym posługują się Kurdowie na obszarach wschodniej Turcji, północnego i północno-wschodniego Iraku i Syrii, a także w Iranie, na Kaukazie i Armenii (zob. też Kurdystan). Ocenia się, że jest on językiem ojczystym ok. 22–31 mln osób.
Język kurdyjski wraz z językami staroperskim, nowoperskim, pasztuńskim (błędnie zwanym afgańskim), beludżi oraz wymarłymi dialektami średniowiecznymi należy do grupy języków indoirańskich, którymi posługuje się ponad miliard ludzi na terytorium rozciągającym się od wschodniej Turcji po Bangladesz i wschodnią część Indii.
Język kurdyjski dzieli się na kilka głównych dialektów (które często traktowane są jako odrębne języki) oraz wiele dialektów pochodnych:
- kurmandżi – północnokurdyjski,
- sorani – środkowokurdyjski,
- język południowokurdyjski.

Blisko spokrewniony etnolekt gurani, używany w okolicach Kermanszahu w Iranie i mający własną literaturę, uważany jest zazwyczaj za oddzielny język, a używającą go społeczność za odrębny naród. Podobnie wygląda sytuacja z językiem zazaki.
Pierwsza gramatyka języka kurdyjskiego została opublikowana w 1787.
Pewną rolę w rozwoju literackiego języka kurdyjskiego odegrały misje chrześcijańskie, przeważnie ewangelickie, i sporządzane na ich potrzeby przekłady ksiąg Pisma Świętego.
Istnieją co najmniej dwa warianty literackie – kurmandżi (w Turcji, zapisywany alfabetem łacińskim w wariancie tureckim), oraz sorani (w Iraku) i dialekt sine (w Iranie – używa zaadaptowanego pisma arabskiego w wariancie perskim). Początki literatury kurdyjskiej sięgają XI w.

## System pisma
Język kurdyjski używa trzech różnych systemów pisma. W Iranie i Iraku język kurdyjski zapisywany jest za pomocą zmodyfikowanego alfabetu arabskiego. W Turcji i Syrii używa się alfabetu łacińskiego. Język kurdyjski używany na terenach dawnego Związku Radzieckiego zapisywany jest za pomocą zmodyfikowanej cyrylicy. Pojawiają się propozycje ujednolicenia alfabetu kurdyjskiego do formatu rozpoznawalnego na całym świecie, bazującego na standardzie kodowania znaków ISO 8859-1.

## Obecny status
Język kurdyjski jest oficjalnym językiem w Iraku. W Syrii zabronione jest publikowanie w tym języku.
Przed sierpniem 2002 rząd turecki karał za używanie języka kurdyjskiego. Zakazane było nauczanie w języku kurdyjskim oraz posługiwanie się nim w mediach.
W 1991 Leyla Zana (pierwsza Kurdyjka, która uzyskała mandat do Wielkiego Zgromadzenia Narodowego Turcji) wywołała skandal, posługując się w parlamencie językiem kurdyjskim, którego publiczne używanie było w Turcji przestępstwem (na posługiwanie się nim zezwolono dopiero w grudniu 1990/kwietniu 1991 roku). Kończąc swoją przemowę zaznaczyła:
Przysięgam na mój honor i godność przed wielkim narodem tureckim strzec integralności i niepodległości kraju, niepodzielnej jedności narodu i ojczyzny oraz niekwestionowanej i bezwarunkowej suwerenności narodu. Przyrzekam dochować wierności konstytucji. Składam tę przysięgę za braterstwo pomiędzy Turkami a Kurdami.
Tylko ostatnie zdanie – Składam tę przysięgę za braterstwo pomiędzy Turkami a Kurdami – wypowiedziała w języku kurdyjskim.
Zgodnie z brzmieniem art. 42 Konstytucji Turcji „Żaden język poza językiem tureckim nie powinien być nauczany jako język ojczysty obywateli Turcji w żadnej instytucji zajmującej się szkoleniem lub edukacją”.
W marcu 2006 Turcja zezwoliła prywatnym kanałom telewizyjnym rozpocząć nadawanie programów kurdyjskojęzycznych. Jednakże rząd turecki zaznaczył, że należy unikać pokazywania dzieciom filmów animowanych lub programów edukacyjnych, uczących języka kurdyjskiego, zaś sama emisja w języku kurdyjskim miała być ograniczona do 45 minut dziennie oraz 4 godzin tygodniowo. Programy musiały posiadać tureckojęzyczne napisy.
1 stycznia 2009 swoją emisję rozpoczął pierwszy kurdyjskojęzyczny, 24-godzinny program telewizyjny TRT-6. Mottem stacji są słowa „żyjemy pod tym samym niebem”. Program nadawany jest głównie w dialekcie kurmandżi. Biorący udział w inauguracji działania stacji premier Turcji Recep Tayyip Erdoğan na końcu swojego przemówienia życzył kurdyjskojęzycznej stacji „powodzenia” w języku kurdyjskim. Jednak emisja programu de iure narusza tureckie prawo – nadal obowiązujący, niezmieniony artykuł 42 tureckiej konstytucji.
Mimo wprowadzanych stopniowo zmian, kurdyjski alfabet nie jest nadal powszechnie akceptowany; zakazane jest używanie imion i nazwisk zawierających litery X, W oraz Q, występujących w języku kurdyjskim – niewystępujących zaś w łacińskim alfabecie tureckim.
W Iranie język kurdyjski jest używany w niektórych lokalnych mediach i dziennikach, nie jest natomiast używany w szkołach. W rezultacie część irańskich Kurdów wyjechała do irackiego Kurdystanu, aby podjąć naukę w swoim ojczystym języku.